# Ляшук Андрій Володимирович
Андрій Ляшук (23 лютого 1969, Ковель, Волинська область, Україна) — український музикант, лірник, реконструктор, виконавець, дослідник та популяризатор традиційної інструментальної і вокальної музики Волині та Полісся, організатор культурних та просвітницьких заходів пов'язаних з традиційною культурою та фольклором, учасник етногурту «Сільська музика», «Варйон», збирач та колекціонер музичних етнічних інструментів, лірник та мультиінструменталіст. Підприємець у сфері реклами, поліграфії, культури та мистецтва.

## Життєпис

### Освіта
У 1986 закінчив Ковельську середню школу № 11.
З 1979 по 1982 навчався в Ковельській музичній школі по класу баяна.
У 1990 поступив на факультет Культурно-освітньої роботи Рівненського державного інституту культури.
В 1994 закінчив художньо-педагогічний факультет РДІК за спеціальністю: культоролог, організатор-методист культурно-освітньої роботи з профілізацією народні звичаї, свята та обряди.

### Діяльність
З 1994 по 1996 працює художнім керівником Ковельського Палацу культури і техніки імені Тараса Шевченка, а у 1996–1997 — художнім керівником Палацу культури «Текстильник» у Рівному.
З 1998 по 2001 працює менеджером у поліграфічній фірмі «Пріокс».
З 2004 по нинішній час працює як фізична особа-підприємець у галузі реклами, поліграфії та послуг у сфері культури і мистецтва.

### Фольклор
Захоплюватись фольклором та традиційною культурою Рівненщини Андрій Ляшук починає ще бувши студентом Рівненського державного інституту культури. Навчаючись на третьому курсі інституту, вперше потрапляє до фольклорно-етнографічної експедиції селами Рівненського Полісся. Одночасно займається музичними експериментами, використовуючи традиційні етнічні духові інструменти у сучасній музиці, стаючи одним з натхненників та авторів пісень у студентському рок-гурті «Шант Мулен». З'являються такі пісні його авторства як «Синя папороть», «Сон», «Таночки». В кінці 90-х на початку 2000-х гурт часто співпрацює з музикантами та вокалістами, що практикують традиційний спів. Так народжується співпраця з молодіжним фольклорним гуртом «Веснянка» Етнокультурного центру Рівненського ПДМ. У 1997 Андрій доєднується до створеного в Етнокультурному центрі Рівненського ПДМ етногурту «Сільська музика» і стає його активним учасником.
Продовжуючи досліджувати музичну інструментальну традицію, Андрій Ляшук поповнює свою колекцію етноінструментів та вивчає манеру виконання на цих інструментах. Його часто запрошують з лекціями-концертами, як учасника фестивалів та освітніх програм. Одним з таких інструментів, що потрапив до рук Андрія стає колісна ліра. Тому дослідження та наслідування волинської лірницької традиції стають одним з ключових напрямків його творчої діяльності.
Як музиканта, що володіє етноінструментами, Андрія Ляшука часто запрошують для запису в студії та участі у концертах багатьох творчих колективів, що грають у стилі етно та world music. Він співпрацює з музичними гуртами «Полікарп», «Хорея козацька», «Баламути», «Варйон».
Андрій Ляшук лірникує не тільки на фестивалях і концертах, а й у традиційний спосіб на вулицях міст та містечок під час масових свят. Він часто виступає у церквах різних конфесій. Андрій Ляшук є учасником різних освітніх програм, де особисто проводить лекції, майстер-класи та гутірки для дітей, студентів і лірників-початківців.

#### Реконструкція лірницької традиції
Реконструкція лірницької традиції — один з основних напрямків дослідницької діяльності та творчості Андрія Ляшука. Його репертуар в основному складається з псалмів, кантів, дум та балад, характерних для епосу Волині та Західного Полісся.
Переспів репертуару з експедиційних записів останнього Волинського лірника Івана Власюка з с. Залюття, Старовижівського р-ну, Волинської обл., (такі пісні як «Матері Божій Почаєвській», «Сирітка», «Полтавський сотник»), пісні записані в селах Рівненського Полісся від людей що перейняли їх від лірників («Як Пресвятий Георгій змія переміг»), пісні зі збірника «Ліра та її мотиви» Порфирія Демуцького та інші.

### Участь у фестивалях
Андрій Ляшук є постійним учасником кобзарських та лірницьких фестивалів та концертів таких як: «Кобзарська Трійця»(Київ), «Лірницький Великдень» (Львів), «Лірницька Покрова в Рівному» та «ЛіраФест» (Рівне). Як лірника його часто запрошують на міжнародні фестивалі: Festiwal Wszystkie Mazurki Świata (Варшава, Польща); Jarmark Jagielloński w Lublinie(Люблін, Польща); Фестиваль української культури «Підляська осінь» (Більськ-Підляський, Польща); Дні Української культури у Швейцарії (Ленцбург); Концерти для Української громади та Студентського Братства (Мюнхен, Німеччина).

### Ролі у кіно
У 2013–2014 Андрій Ляшук стає одним з героїв документального фільму про сучасних кобзарів та лірників «Вільні люди» режисерки Ганни Яровенко. Також Андрій Ляшук знявся у ролі лірника в епізодах фільмів «Поводир» Олеся Саніна, «Гіркі жнива» Джорджа Менделюка (Канада), «Пекельна хоругва або Різдво козацьке» Михайла Кострова. У документальному фільмі «Весільний спадок» він знявся у ролі батька молодого у новелі «Сарненське весілля».
|                                 |
| Андрій Ляшук у фільмі «Поводир» |

|                                     |
| Андрій Ляшук у фільмі «Гіркі жнива» |

|                                 |
| Андрій Ляшук у фільмі «Поводир» |

| |
| Андрій Ляшук у фільмі «Пекельна Хоругва» (крайній праворуч, другий справа — Сашко Лірник, автор сценарію до фільму. |

|                                           |
| Андрій Ляшук у фільмі «Пекельна Хоругва». |

### Волонтерство
Андрій Ляшук — член волонтерської організації «Руєвит» та, як лірник, неодноразово виступав з концертами перед військовослужбовцями, добровольцями та волонтерами в зоні АТО: Покровське, Волноваха, Маріуполь, Покровськ, м. Костянтинівка, м. Артемівськ (2014 р.); Авдіївка, шахта Бутівка (2018) та на Рівненському полігоні.

### Підприємницька діяльність
У 2004 Андрій Ляшук заснував приватне підприємство, одним з напрямків роботи якого є організація та підтримка культурних та освітніх ініціатив і мистецьких заходів, що пропагує традиційну культуру, а саме такі фестивалі як: «Лірницька Покрова в Рівному», «ЛіраФест», «Танці зі скрині», «Розколяда у Рівному», «Галявина мандрівних співців та майстрів на музейних гостинах», «Кобзарська сцена фестивалю Тарас Бульба» в Дубно, «Просвітницька галявина» на святі селища Клевань. Співпраця як співорганізатора та координатора всеукраїнських фестивалів «ШеФест» (Черкаська обл.); «Конотопська битва» (Конотоп, Сумська обл.); «Карпатська Україна» (Рахів, Закарпатська обл.); «Олевська Республіка» (Олевськ, Житомирська обл.).

## Відзнаки
- 2022 — лауреат міської премії імені Василя Павлюка в галузі народного мистецтва[26]
- 2022 — лауреат Мистецької премії імені Тараса Силенка[27]